# Sinularia pavida
Sinularia pavida is een zachte koraalsoort uit de familie Alcyoniidae. De koraalsoort komt uit het geslacht Sinularia. Sinularia pavida werd in 1970 voor het eerst wetenschappelijk beschreven door Tixier-Durivault. 